# Галатская война
Галатская война — война между галлами Галатии и Римской республикой при поддержке её союзника Пергамского царства в 189 г. до н. э. Война велась в Галатии, в центральной части Малой Азии, на территории современной Турции.
Римляне только что победили Селевкидов в Сирийской войне и вынудили их просить мира. После их успешных действий в Сирии в последнее время римляне затем обратили своё внимание на галльские племена Галатии, который мигрировали в Малую Азию за почти 100 лет до последующего римского военного вмешательства. Гней Манлий Вульсон, консул, начал вторжение, заявив, что оно было начато в отместку галатам за поддержку теми войск Селевкидов во время прошлой войны. Вульсон начал эту кампанию без разрешения римского Сената. Объединившись с Пергамом, римляне двинулись вглубь полуострова и напали на Галатию. Они победили галатов в битве на горе Олимп и затем одержали новую победу, разгромив крупную армию вблизи современной Анкары.
Эти поражения заставили галатов просить мира, и римляне вернулись к берегам Малой Азии. Однако когда Манлий Вульсон вернулся в Рим, он был обвинён в угрозе миру между Селевкидами и Римом. Консул был в итоге оправдан и получил от Сената право на триумф.

## Предыстория
В 192 году до н. э. Антиох III Великий, царь государства Селевкидов в Азии, вторгся в Грецию. Римляне решили вмешаться и одержали победу над Антиохом в битве при Фермопилах. Поражение вынудило Селевкидов отступить обратно в Малую Азию. Римляне проследовали за ними через Эгейское море и вместе со своим союзником Пергамским царством нанесли сокрушительное поражение Селевкидам в битве при Магнезии.
Селевкиды были вынуждены принять все римские требования, попросить мира и начали его обсуждение с консулом Сципионом Азиатским. Весной новый консул Гней Манлий Вульсон прибыл в Азию и взял под свой контроль армию Сципиона. Его послали, чтобы заключить договор, который обсуждал Сципион. Тем не менее, он не был доволен чисто дипломатической задачей, возложенной на него, и поэтому он задумал начать новую войну. Вульсон обратился к солдатам и поздравил их с победой, а затем предложил новую войну против галлов Галатии в Малой Азии. Предлогом для вторжения стало то, что галаты поставляли солдат в армию Селевкидов в битве при Магнезии. Однако настоящей причиной для начала новой войны было желание Манлия захватить богатства галатов, разбогатевших на грабеже своих соседей, и получить славу для себя.
Это был первый случай в римской истории, когда полководец начал войну без разрешения сената и народа, что стало опасным прецедентом и примером для будущих поколений.
Манлий начал подготовку к войне, призвав на помощь пергамцев. В связи с тем, что царь Пергама Эвмен II находился в это время в Риме, его брат Аттал, который был регентом, взял под командование пергамскую армию. Он присоединился к римскому войску через несколько дней с 1000 пехоты и 500 кавалерии.

## Римское наступление
Объединённая римско-пергамская армия начала свой поход из Эфеса. Она прошла мимо Магнесии-на-Меандре и вступила на территорию Алабанда, где была встречена армией в 1000 пехоты и 300 конницы, возглавляемой братом Аттала Афинеем. Затем армия направилась на Антиохию, где их встретил сын Антиоха Селевк, который привёз хлеб для войска, поставлявшийся согласно договору со Сципионом.
Когда они прошли через долину Верхнего Меандра и в Памфилии устроили сбор пошлин с местных князей и тиранов, те не оказали практически никакого сопротивления. Потом армия вступила на территорию Кибиры, где правил тиран Моагет, известный своей жестокостью. Когда римские послы достигли города, тиран умолял их не опустошать территории, потому что он был римским союзником, и обещал дать им пятнадцать талантов. Послы попросили Моагета отправить своих посланников в лагерь Вульсона. Вульсон встретился с ними, когда они подошли к лагерю, и обратился к ним со следующими словами, передаваемыми Полибием:
«Моагет не только держит себя относительно римлян враждебнее прочих азиатских владык, но все силы свои направляет к ниспровержению владычества римлян и за это заслуживает наказания».
Послы были в ужасе от его гневного ответа и только попросили консула допустить к переговорам самого Моагета, на что Вульсон согласился. На следующий день тиран вышел из города и попросил Вульсона принять пятнадцать талантов. Тогда консул ответил ему, что «если тиран не уплатит ему с великою благодарностью пятисот талантов, то он не удовольствуется опустошением полей, возьмёт осадою самый город и разграбит его».
Однако тирану удалось убедить Вульсона снизить цену до сотни талантов и пообещать предоставить ему тысячу медимнов пшеницы. Таким образом, Моагету удалось спасти свой город. Когда консул пересёк реку Колобат, его повстречали послы из города Синды Писидийской. Послы обратились к консулу за помощью против города Термесс, жители которого захватили все синдские земли за исключением столицы.
Консул согласился на предложение. По прибытии к Термессу Гней заключил дружественный союз с его жителями, уплатившими ему пятьдесят талантов и отошедшими от Синда. Затем Вульсон приступил к захвату города Кирмасы Писидийской, где он захватил крупную добычу. После этого консул принял под защиту город Лисиною и ограбил земли сагалассян, прежде чем они отдали ему пятьдесят талантов, двадцать тысяч медимнов ячменя и столько же пшеницы.
Оттуда Вульсон достиг Ротринских источников и там снова встретился с Селевком. Селевк принял раненых и больных римлян, а также излишек обоза, и отправил их в Апамею, дав римлянам взамен проводников. Армия шла в течение трёх дней после отхода от источников и на третий день достигла границы толостобогиев, одного из трёх галатийских племён. Консул провёл собрание и обратился к своим войскам о предстоящей войне. Затем он отправил послов к Эпосогнату, вождю тектосагов, который являлся союзником Пергама. Посланники вернулись и ответили, что вождь тектосагов просил римлян не вторгаться на свою территорию. Он также утверждал, что он будет пытаться заставить других вождей объединиться с римлянами.
Затем консул повёл войско через Аксилос и стал лагерем возле галатийской крепости Кубалл. Когда римляне находились в лагере, кавалерия галатов напала на авангард армии и причинила значительные потери, но подоспевшая римская кавалерия контратаковала галатов и обратила их бегство. После этого Вульсон, зная, что он находится в пределах вражеской территории, решил двигаться вперёд осторожнее.

## Битва у горы Олимп
Основная статья: Битва на горе Олимп
Римляне и пергамцы прибыл в город Гордион и обнаружили, что его покинули жители. Когда они остановились там, их встретил присланный Эпосогнатом гонец. Тот сообщил, что Эпосогнат не был успешным в убеждении галатов не нападать на римлян, и то, что они находились неподалёку, собираясь у горы Олимп.
Толостобогии заняли Олимп, в то время как текстосаги и трокмы пошли на соседние возвышенности. На горе Олимп галаты укрепились, построив ров и другие оборонительные сооружения. В течение первых двух дней римляне разведывали местность. На третий день они напали на галатов с лучниками. Первое сражение было неравным, и римский военачальник вскоре одержал победу. Бой превратился в резню галатов, когда римляне брали штурмом их лагерь. В результате галаты потеряли 10 тысяч человек и около 40 тысяч пленными.

## Битва у Анкиры
После победы римлян у Олимпа тектосаги просили их не нападать на них, прежде чем консул не переговорит с их правителями. Встреча состоялась на полпути между лагерем галатов и Анкирой. Основной целью переговоров было желание тектосагов отложить атаку римлян, чтобы получили возможность переправить женщин и детей за реку Галис. Другой целью, тайной, было убийство консула Вульсона на переговорах. Консул, отправившись из лагеря на место встречи, увидел галатскую кавалерию, которая шла на него в атаку. В последовавшей стычке галаты потеснили римлян, но вовремя подоспевшие римские фуражиры вынудили галатов отступить.
Римляне провели следующие два дня в разведке окрестностей, а на третий день они встретились с галатской армией, насчитывающей 50 тысяч человек. Римляне начали бой, атакуя вражеских лучников. Центр галатской армии был прорван, и те начали бегство в сторону лагеря. Фланги удержались дольше, но в конечном итоге и они были вынуждены отступить. Римляне начали преследование и разграбили галатский лагерь. Те галаты, которым удалось спастись, бежали за реку к женщинам, детям и трокмам.

## Последствия
Эти два сокрушительных поражения заставили галатов просить мира. Поход очень обогатил Вульсона и его легионы, так как галаты были очень богаты из-за постоянных грабежей окрестных областей. Затем галаты отправили послов к Вульсону просить мира, но Вульсон, который в то время спешил обратно в Эфес, потому что приближалась зима, велел им прийти в Эфес.
Вульсон оставался в Малой Азии ещё один год. За это время он заключил договор с Антиохом в Апамее и разделил прибрежные земли Малой Азии между Пергамом и Родосом. Когда галатские послы прибыли, Вульсон ответил им, что условия договора им будут определены по прибытии из Рима царя Эвмена.
Вульсон начал обратный путь в Рим в 188 году до н. э. и прибыл туда в 187 году до н. э. Когда консул вернулся в Рим, он был встречен волной критики из-за его несанкционированной войны с галатами. Тем не менее, он в конце концов победил и был удостоен сенатом триумфа.